# Distretto di Ilgın
Il distretto di Ilgın (in turco Ilgın ilçesi) è uno dei distretti della provincia di Konya, in Turchia.